# FK Inđija
Der FK Inđija (vollständiger offizieller Name auf Serbisch: Фудбалски клуб Инђија, Fudbalski klub Inđija) ist ein serbischer Fußballverein aus der Kleinstadt Inđija. Zurzeit spielt der Verein in der zweiten Liga.

## Geschichte
Der 1933 gegründete Verein hieß zunächst ŽAK, dann Železničar und war ein Eisenbahner-Sportverein. Unter diesem Namen spielte die Mannschaft bis 1969, als der Name in PIK Inđija geändert wurde. Der nächste Namenswechsel kam 1975 und der Verein trug den Namen Agrounija Inđija, benannt nach einem Sponsor. 1994 wurde daraus FK Inđija, um von  2001 bis 2003 wieder den Namen eines Sponsors zu tragen, Brazda Coop.
Im Laufe seiner Geschichte spielte der Verein überwiegend in der dritten jugoslawischen Liga. Mehrmals nahm er an Platzierungsrunden zur Qualifikation für die zweite Liga teil, bis das 1992 gelang. Im selben Jahr Erreichten sie das Viertelfinale im jugoslawischen Pokal. Der erste Aufstieg in die Eliteliga blieb nur eine einjährige Episode, bis zum neuerlichen Aufstieg 2010, als man als Meister der Prva Liga zum zweiten Mal zusammen mit dem Sevojno in die SuperLiga auf, stieg jedoch direkt wieder ab.

## Stadion
Das Stadion des FK Inđija ist das Gradski stadion Inđija. Es liegt nahe dem Stadtzentrum beim Bahnhof und der Bahnstrecke Belgrad–Subotica–Budapest. Es wurde auf dem Gelände eines früheren Lokomotiven-Depots errichtet. Jahrzehntelang ist es das Zentrum der Sport- und Fußballaktivitäten in der Stadt. Gleich nach der Gründung von Železnik Inđija wurde das Gelände eingezäunt. Hölzerne Sitze wurden aufgestellt und die Kapazität erreichte 600 Zuschauer. Umkleideräume wurden erst 1962 gebaut. Bis dahin zog man sich im Sportcafé gegenüber dem Stadion um. Die altersschwachen Holzsitze wurden erst 1970 ersetzt. 2006 erhielt das Stadion sein heutiges Aussehen. Die erste Sportstätte konnte zwischen 4000 und 5000 Menschen Platz bieten. In jüngerer Zeit verschärften sich die Anforderungen sowohl an die Sicherheit als auch den Komfort, so dass das Fassungsvermögen auf 4.000 fiel. 2006 wurden Zukunftspläne für einen Ausbau auf 9000 Plätze präsentiert.